# Книга Ездри

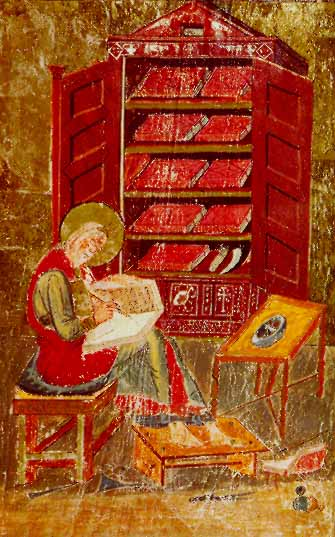
Езра при писанні (Codex Amiatinus).

Книга Ездри — книга Старого Завіту Біблії та Танаху.
Книга Ездри на якомусь етапі розвитку розділилася на дві версії, які надалі розвивалися самостійно. Перша (розширена версія) з часом була перекладена грецькою мовою і збереглася лише в цьому перекладі. Нині вона носить назву Друга книга Ездри. Інша (скорочена) версія була об'єднана з історією Неємії. Але у християнську епоху її знову розділили на дві частини Ездри І та Ездри II. Невдовзі обидві книги названо за іменами найважливіших постатей, що в них виступають. Так книги отримали назви Ездри І — Книга Ездри, а Ездри ІІ — Книга Неємії. За своїм змістом книги є логічним продовженням Книг хронік і розповідають про відбудову спільноти в Єрусалимі та Юдеї після повернення вигнанців з вавилонського полону. Поворотці із запалом заходилися біля відбудови єрусалимської святині та реорганізації теократичного устрою в ізраїльської суспільності. Головними громадськими діячами виступають Ездра та Неємія.
Утомлений недолею, війнами народ на вигнанні врешті-решт прийшов до переконання, що єдино дійсний Бог — Ягве. Ні одне слово Боже не впало намарне і все, що Господь сказав, справдилося.

## Розділи Книги Ездри
Книгу можна розділити на 2 частини:
- Глави 1-6. Відбудова Єрусалимського Храму. Зоровавель та Йошуа.
1 — Декрет Кира про повернення юдеїв.
2 — Список поверненців. Добровільні дари.
3 — Відбудова жертовника та віднова богослужби
4 — Перешкоди та перерва при відбудові храму
5 — Продовження будівництва
6 — Відповідь Дарія. Закінчення та посвята Храму. Паска.
- Глави 7-10. Розповідь Ездри: повернення до Єрусалима та утворення єрусалимської громади.
7 — Подорож Ездри до Єрусалиму
8 — Список поверненців, їх дорога
9 — Шлюби з чужинцями. Покаянна молитва Езри.
10 — Чужоплемінних жінок висилають

## Цікаві факти
Окрім канонічної Книги Ездри існують ще второканонічні Друга книга Ездри та Третя книги Ездри, які не увійшли до канонічного списку книг Біблії, то ж якщо друкують повний список існуючих біблійних книг, то канонічну Книгу Ездри називають Першою книгою Ездри.